# Xanthia lineago
Xanthia lineago là một loài bướm đêm trong họ Noctuidae.